# Systena gracilenta
Systena gracilenta är en skalbaggsart som beskrevs av Blake 1933. Systena gracilenta ingår i släktet Systena och familjen bladbaggar. Inga underarter finns listade i Catalogue of Life.